# Raúl Cubas Grau
Raúl Alberto Cubas Grau (Asunción, Paraguay; 23 de agosto de 1943) es un político e ingeniero paraguayo. Fue el 45.º presidente del Paraguay entre el 15 de agosto de 1998 y el 28 de marzo del 1999, cuando este dimitió el cargo en medio de las protestas del Marzo Paraguayo, que a la vez, estalló a causa del magnicidio de su vicepresidente y rival político, Luis María Argaña.

## Biografía
Nació el 23 de agosto de 1943 en Asunción, Paraguay. Ingresó en su juventud a la carrera militar, pero debió abandonarla por motivos de salud. Posteriormente cursó la carrera de ingeniería industrial en la Universidad Nacional de Asunción, obteniendo el título de licenciado en 1967. Se desempeñó como funcionario de la Administración Nacional de Electricidad (ANDE) y, en la década de 1980, ejerció funciones como gerente en una empresa privada encargada de obras públicas.
Contrajo matrimonio en 1968 con Mirta Leonor Gusinky Lezcano, con quien tuvo dos hijas: Cecilia y Silvia. Cubas Grau profesa la religión católica.

## Trayectoria política
Se afilió a la Asociación Nacional Republicana (Partido Colorado) e integró el gabinete del presidente Juan Carlos Wasmosy como ministro de Hacienda desde 1993 hasta 1996. Renunció al cargo tras manifestar desacuerdo con la destitución del general Lino César Oviedo.
En 1998 fue designado candidato a la vicepresidencia de la República en fórmula con Oviedo, quien fue inhabilitado debido a causas político-judiciales. Como consecuencia, Cubas asumió la candidatura presidencial, incorporando como candidato a vicepresidente a Luis María Argaña. La fórmula resultó ganadora en las elecciones generales de 1998.
Una vez electo, Cubas Grau conformó su gabinete excluyendo a representantes del sector argañista. Esta decisión produjo un quiebre interno dentro del Partido Colorado, y el sector excluido inició una alianza con sectores de la oposición.

## Presidencia de la República (1998-99)
Cubas asumió la presidencia el 15 de agosto de 1998. El 18 de agosto del mismo año, ordenó la liberación de Lino Oviedo, quien se encontraba detenido, mediante una disposición amparada en una interpretación normativa.
El 23 de marzo de 1999, el vicepresidente Luis María Argaña fue asesinado en la vía pública. La investigación no estableció responsabilidades penales concluyentes. La situación generó una crisis institucional caracterizada por protestas, movilizaciones ciudadanas y enfrentamientos. El Congreso inició un proceso de juicio político contra el presidente, sustentado en el manejo de la crisis y la liberación de Oviedo.
El 28 de marzo de 1999, Raúl Cubas Grau presentó su renuncia al cargo y solicitó asilo en Brasil. En su reemplazo, asumió la presidencia el entonces titular del Senado, Luis Ángel González Macchi.
Durante su administración se implementó una política de cobertura nacional en salud materno-infantil. Su lema de campaña fue: «Cubas al gobierno, Oviedo al poder».

## Exilio y regreso al país
Tras su renuncia en marzo de 1999, Raúl Cubas Grau se asiló en Brasil. Regresó a Paraguay en febrero de 2002, siendo arrestado y sometido a un proceso judicial por cargos de corrupción y por presunta conspiración en el asesinato del vicepresidente Luis María Argaña. Fue absuelto de la totalidad de los cargos.
El 21 de septiembre de 2004, su hija, Cecilia Cubas Gusinky, de 30 años de edad, fue secuestrada. A pesar del pago de un rescate de aproximadamente 800 000 dólares estadounidenses, su cuerpo fue hallado en febrero de 2005, enterrado en una vivienda abandonada en la ciudad de Ñemby, en las afueras de Asunción.
Cuatro integrantes del partido Patria Libre, incluyendo su dirigente Osmar Martínez, fueron detenidos, procesados y condenados por el secuestro y asesinato. El Ministerio Público de Paraguay vinculó el caso con la organización guerrillera Fuerzas Armadas Revolucionarias de Colombia (FARC), señalando que habrían colaborado logísticamente con Patria Libre  en la ejecución del crimen.
El 19 de octubre de 2021, Rodrigo Granda, exdirigente de las FARC, fue detenido en México a pedido de Paraguay, en virtud de una notificación roja de Interpol por los delitos de secuestro, asociación criminal y homicidio doloso. Las investigaciones lo vinculan como nexo entre Orley Jurado Palomino y Raúl Reyes en la planificación del secuestro de Cecilia Cubas.